# Guerre de Java

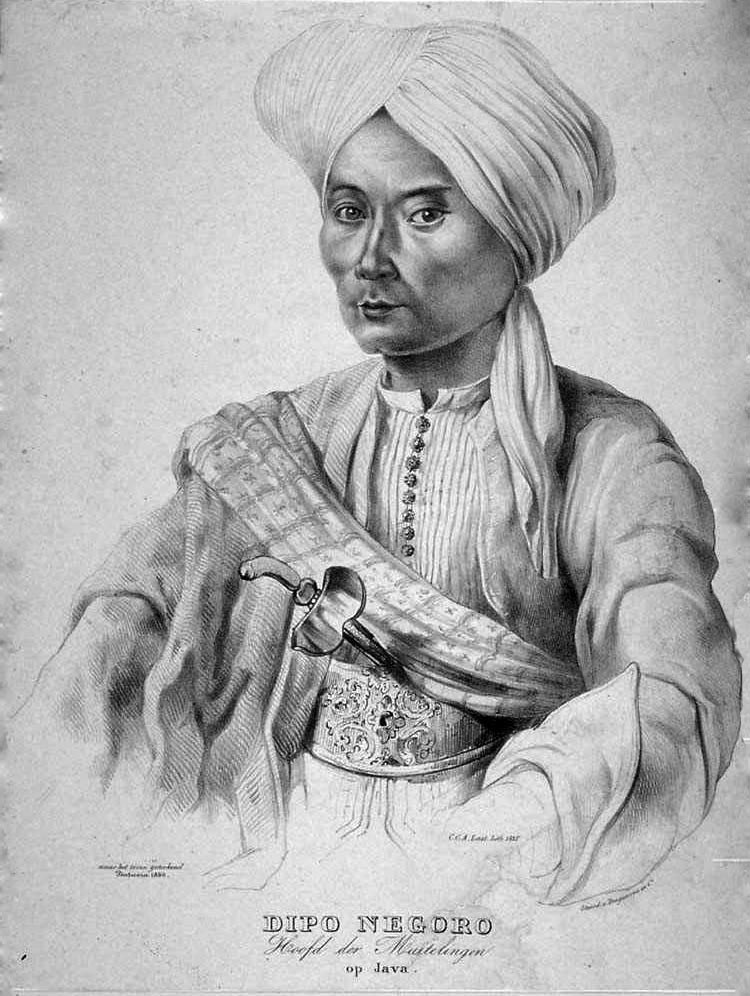
Portrait du prince Diponegoro

La Guerre de Java, que les Indonésiens appellent Guerre de Diponegoro (Perang Diponegoro), s'est déroulée de 1825 à 1830. Son point de départ est le refus du prince Diponegoro, fils aîné du sultan Hamengkubuwono II de Yogyakarta, de laisser les Hollandais faire passer la "Grande route postale" (Groote Postweg) qu'ils sont en train de construire pour relier les extrémités occidentale et orientale de l'île de Java, à l'initiative du gouverneur général Daendels.
Une des causes de cette guerre est le sentiment de trahison qu'éprouve une partie des princes du sang et de l'aristocratie javanaise à l'égard des Hollandais. Ces derniers interdisaient désormais aux nobles de louer leurs terres à un prix trop élevé. Une autre cause était la question de la succession au trône de Yogyakarta. Diponegoro était l'aîné, mais sa mère n'était pas la reine, et il n'avait donc aucun droit à la succession.
Au début, les campagnes de Diponegoro sont couronnées de succès. Il contrôle rapidement le centre de Java et assiège Yogyakarta. La moitié de la noblesse javanaise a pris son parti. La population le soutient. Mais Diponegoro a du mal à maintenir les effectifs de ses troupes. En revanche, l'armée coloniale hollandaise parvient à enrôler des soldats minahasa du nord de Sulawesi puis des Pays-Bas. Le commandant des troupes hollandaises, le général De Kock, parvient ainsi à mettre rapidement fin au siège de Yogyakarta.

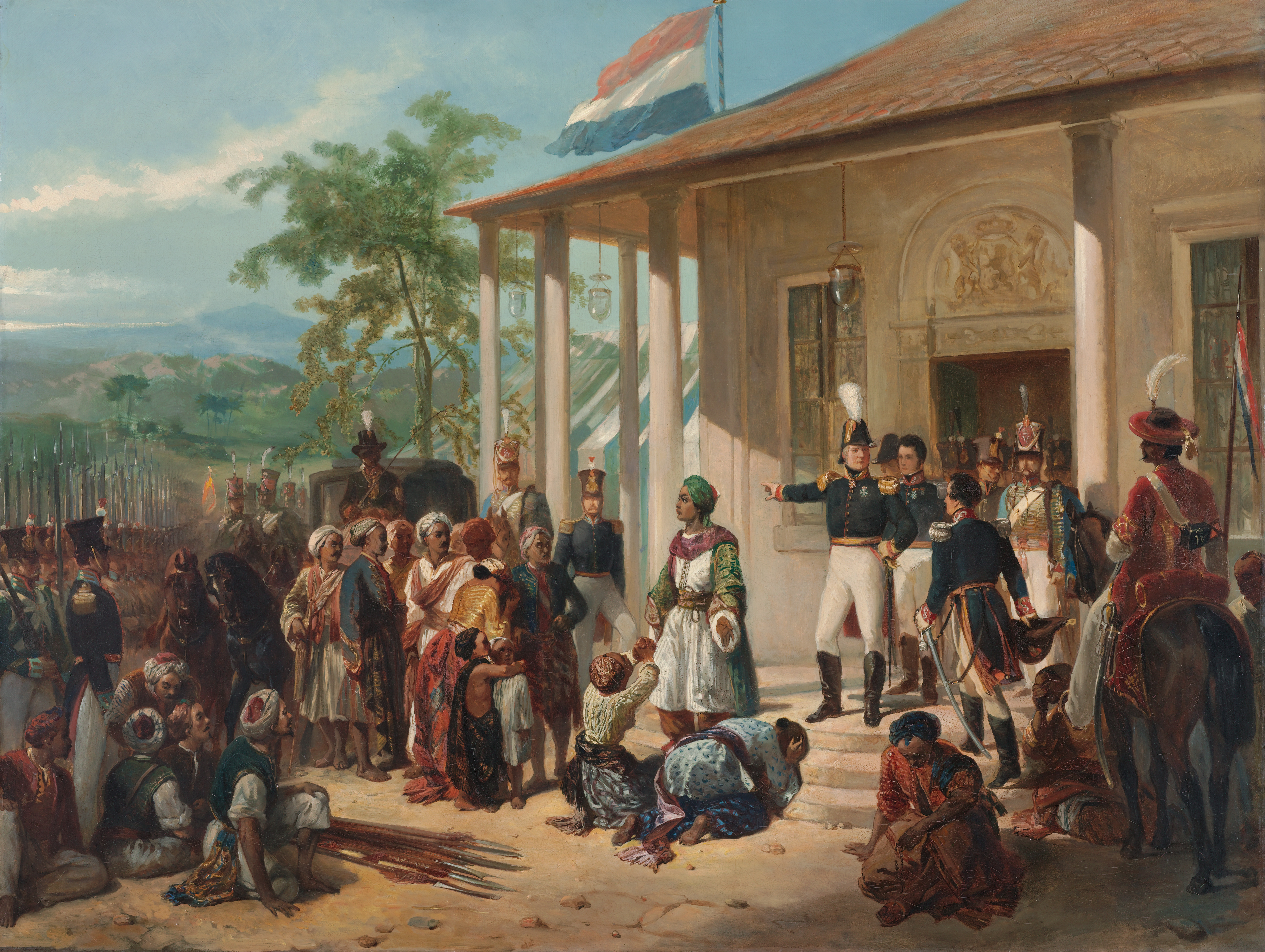
Arrestation du prince Diponegoro à Magelang.
Tableau de Nicolaas Pieneman (1835) aujourd'hui exposé au Rijksmuseum d'Amsterdam.

Diponegoro évite les batailles rangées et pratique la guérilla. Les embuscades et le choléra déciment les troupes hollandaises. Ce n'est qu'en 1827 que les Hollandais parviennent à avoir le dessus. La rébellion prend fin en 1830, lorsqu'ils arrêtent Diponegoro à Magelang, où ils l'avaient invité pour négocier un cessez-le-feu. Diponegoro est exilé à Manado dans le nord de Sulawesi, puis à Makassar dans le sud de l'île, où il meurt. Les Hollandais annexent les principautés javanaises.
On estime à 200 000 le nombre de morts dû au conflit, dont 15 000 soldats, parmi lesquels 8 000 Européens. La majorité des morts sont des paysans affamés par les destructions de récoltes.
La fin de la Guerre de Java inaugure une nouvelle période de paix qui va permettre au gouvernement colonial hollandais de commencer l'exploitation économique de l'île. Le gouverneur général van den Bosch initie un système de cultures forcées (cultuurstelsel) par lequel le paysan javanais doit, soit consacrer un quart de sa terre à des productions commerciales dont le produit va au gouvernement, soit un quart de son temps à travailler dans des plantations gouvernementales.
Par ailleurs, les Hollandais sont devenus prudents dans leurs relations avec l'aristocratie javanaise. Pour compenser la perte de revenu de celle-ci résultant de la limitation des loyers de ses terres, les Hollandais recrutent des membres des familles nobles pour remplir les postes de l'administration moderne qu'ils mettent en place. Ces fonctionnaires, en plus de leur traitement, percevront un pourcentage sur les récoltes et les produits des plantations.
Enfin, la pacification de Java va permettre aux Hollandais de se consacrer à la soumission des autres États indigènes à Sumatra (notamment le sultanat de Palembang), Bornéo (sultanat de Pontianak) et dans les autres îles de l'archipel indonésien.